# GAUSS
GAUSS —  компилируемый, высокоуровневый, язык программирования, разработанный Aptech Systems. В основном используется в математике, статистике, оптимизации и 2D- и 3D-визуализации. Широко используется в области научных исследований, экономики, статистики, инженерии и других областях, где важна работа с матрицами и большими объемами числовых данных .Он был впервые опубликован в 1984 году для MS-DOS. Последняя версия также доступна для Linux, Sun SPARC и Windows.
Язык поддерживает такие парадигмы программирования, как процедурное и функциональное программирование. Он обладает мощными средствами для работы с линейной алгеброй, статистикой, оптимизацией и численным решением дифференциальных уравнений. Gauss имеет богатую стандартную библиотеку, которая включает функции для матричных вычислений, линейной алгебры, обработки данных и выполнения математических анализов.
Gauss часто используется в финансовых и научных приложениях, где требуется быстрая обработка больших объемов данных. Он позволяет эффективно работать с многомерными массивами и матрицами, что делает его популярным инструментом для анализа и моделирования различных процессов.
Синтаксис Gauss похож на другие языки, ориентированные на математику, такие как MATLAB и R, но имеет свою уникальную специфику. Язык также поддерживает интеграцию с внешними библиотеками и возможность расширения за счет написания пользовательских функций и процедур.
Хотя Gauss не так широко распространен, как другие языки программирования, он оказывает влияние на развитие численных и статистических вычислений, а также на другие языки, используемые для работы с данными, такие как Python и Julia.